# Houston, Pennsylvania
Houston är en ort i Washington County i delstaten Pennsylvania. Vid 2010 års folkräkning hade Houston 1 296 invånare.